# اسپارکس (مریلند)
اسپارکس (به انگلیسی: Sparks) یک منطقهٔ مسکونی در ایالات متحده آمریکا است که در شهرستان بالتیمور، مریلند واقع شده‌است.